# Kedondong (Peninjauan)
Kedondong is een bestuurslaag in het regentschap Ogan Komering Ulu van de provincie Zuid-Sumatra, Indonesië. Kedondong telt 541 inwoners (volkstelling 2010).